# 弗朗茨·朗
弗朗茨·朗（Franzl Lang，1930年12月28日—2015年12月6日），德国南部巴伐利亚出身的约德尔调歌手，被譽為「約德爾之王」（德語：Jodlerkönig）。
弗朗茨·朗同时也是一位吉他和手风琴演奏家，他还撰写了几本约德尔唱法的书籍。朗属于德国民间音乐风格，他使用典型的巴伐利亚的阿尔卑斯山村方言演唱，在演唱时总会在歌曲的一些段落使用约德尔调。在作为一名已经退休的演员時，朗偶尔还会参加录音。
弗朗茨·朗被普遍认为是世界上最出色的阿尔卑斯山村约德尔歌手，他的录音同样非常畅销。

## 职业生涯
朗在慕尼黑长大，曾接受过工匠培训，并于九岁开始演奏手风琴。他最杰出的创作是在1968年完成的库夫施泰因之歌（Kufsteinlied）。1970年代，朗是西德电视台音乐综艺节目中不可或缺的代表性人物，特别是在德國電視二台“快乐的音乐家”这一栏目中。
朗的唱片销量超过1000万张，在德国唱片业界获得过20次金唱片奖和一次白金唱片奖。

## 个人生活
朗与夫人乔安娜在1954年结婚，并有一子（Franz Herbert Lang）一女（Christl）。